# Sextus Nonius Quintilianus
Sextus Nonius Quinctilianus est un homme politique et un sénateur de l'Empire romain.

## Famille
Il est le fils de Sextus Nonius Quinctilianus, consul en 8, et de son épouse Sosia, il a un frère Lucius Nonius Quinctilianus donc un neveu Lucius Nonius Quinctilianus, augure sous Néron.

## Biographie
Il est né vers l'an 5. En 32, il est tribun de la plèbe. Lors de son tribunat il soumit au sénat un nouveau livre sibyllin que le quindecemvir Lucius Caninius Gallus voulait faire admettre par un senatus-consulte, Tibère fait état de sa réprobation et demande que ce nouveau livre sibyllin soit soumis à l'examen des quindécemvirs.
En 38, il est consul suffect avec pour collègues Servius Asinius Celer, en cela il succède a son cousin Asprenas Calpurnius Serranus et occupe le consulat suffect de juillet à décembre de la dite année.